# Mont Matsuda
Pour les articles homonymes, voir Matsuda.
Le mont Matsuda (北海岳, Matsuda-dake) est une montagne culminant à 2 136 m située dans le groupe volcanique Daisetsuzan des monts Ishikari en Hokkaidō au Japon. Le mont Matsuda se trouve sur le bord sud de la caldeira Ohachi Taira.